# Yassine Fennane
Yassine Fennane, né le 14 septembre 1978 à Rabat, est un réalisateur et scénariste Marocain.

## Biographie
Après avoir étudié les Arts du spectacle à Paris, il a commencé sa carrière en réalisant son premier court métrage, Petite Blessure, en 2002. Il a également acquis de l'expérience en tant qu'assistant réalisateur et a écrit plusieurs scénarios qui ont été adaptés pour le cinéma par d'autres cinéastes, dont Destin de famille, un court métrage réalisé par Younes Reggab.
En 2004, il est devenu réalisateur et a réalisé trois courts métrages : Danger Man, The future is now et Chemise blanche, cravate noire, suivis de Trust Fighter. À partir de 2005, il a dirigé cinq téléfilms dans le cadre du projet « Film Industry / Made in Morocco », produit par Nabil Ayouch. Parmi ces téléfilms se trouvent Aller Retour en Enfer, Brave et Agadir Underground.
Par la suite, il a coréalisé les quatre saisons de la série Une heure en enfer avec Ali El Mejboud pour la chaîne marocaine Al Aoula, remportant le Prix de la Meilleure Réalisation au Festival des Médias arabes du Caire en 2009. Il a également réalisé les séries Okba Lik en 2010 et Bnat Lala Menana de 2012 à 2013 pour les chaînes nationales marocaine.
En 2007, il a réalisé El Haykel, présenté comme son premier long métrage de fiction, suivi de Karyan Bollywooden 2014.

## jury
- 2016 : Festival du cinéma africain de Khouribga

## Filmographie

### Réalisateur

#### Séries
- 2008 - 2009 : Une heure en enfer (saisons un, deux et trois) .
- 2010 : Okba Lik
- 2013 - 2012 : Les Filles de Lalla Menana (Saison 1 et 2)
- 2014 : Zéina
- 2015 : Ma promesse
- 2016 : Ma promesse (Saison 2)
- 2017 : Ma vie
- 2018 : Cœurs perdus
- 2018 : L'autre côté
- 2022 : Fils du sentier

#### Longs métrages
- 2005 :un heure en enfer
- 2005 : Courageux sous les terres d'Agadir
- 2005 : Squelette
- 2015 : Karyan Bollywood
- 2017 : Al-Daser
- 2016 : Ma vie

#### Courts métrages
- 2004 : Danger homme
- 2004 : The Futur is now
- 2004 : Chemise blanche et cravate noire

### Écriture et scénarios
- 2002 : la petite blessure